# Zərdab (stad)

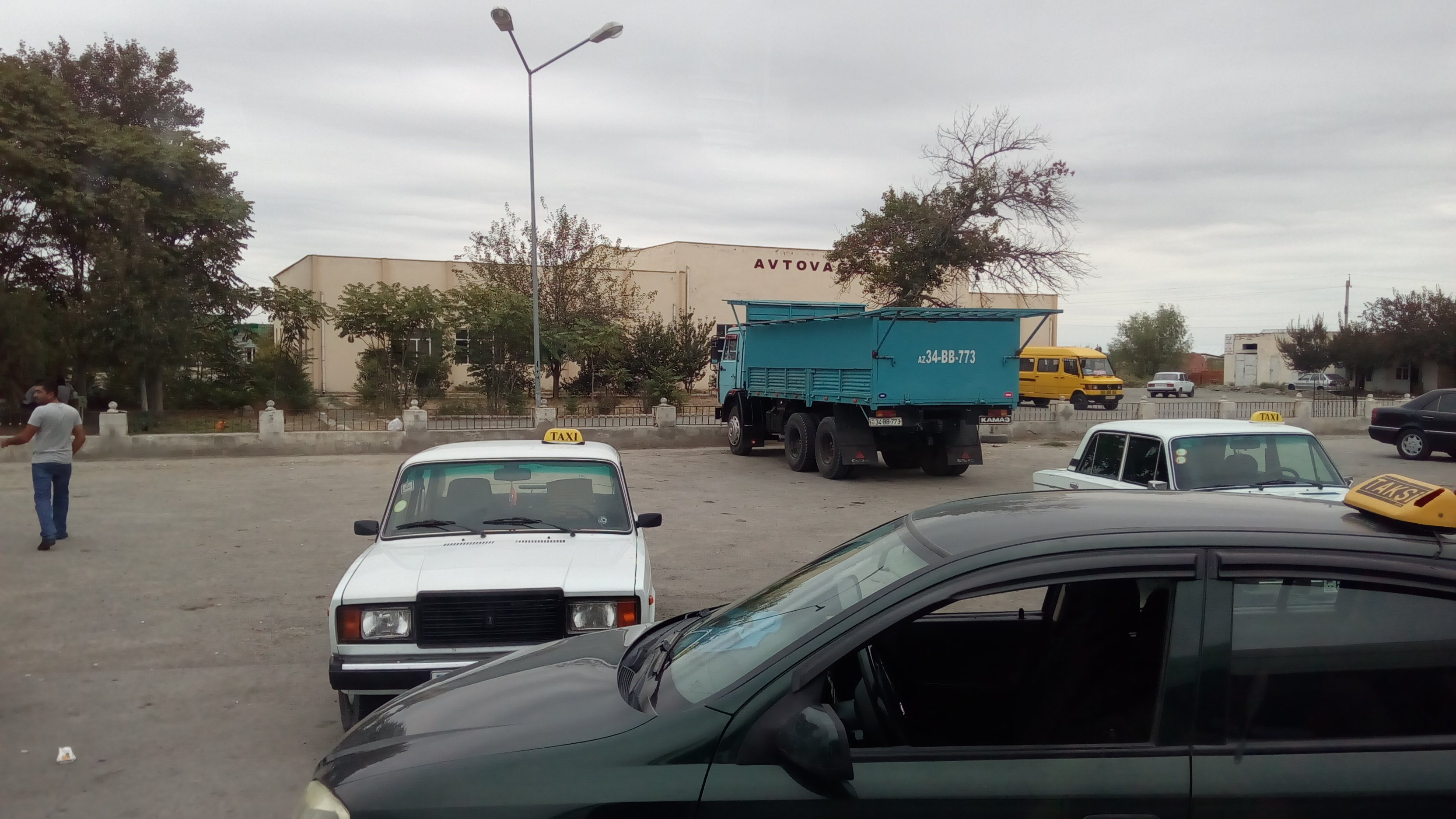
Zardab-busstation

Zərdab (ook: Zardab) is een stad in Azerbeidzjan en is de hoofdplaats van het district Zərdab.
De stad telt 10.500 inwoners (01-01-2012).